# Verhaal van een Onbekende Acteur
Het Verhaal van een Onbekende Acteur is een compositie geschreven door de Rus Alfred Schnittke als filmmuziek bij de gelijknamige film.
Schnittke’s composities werden regelmatig getroffen door embargo’s omdat diemuziek niet aansloot bij de muziek zoals die vooropstond bij de leiding van de Sovjet-Unie. Er moest toch brood op de plank komen en Schnittke gebruikte het schrijven van flimmuziek als middel om die tijden door te komen. Later zou hij zeggen dat hij het een ramp vond, maar uiteindelijk heeft Schnittke het schrijven van filmmuziek nooit kunnen laten. Naast een financiële reden was er ook een compositorische; in die filmmuziek kon hij nieuwe compositietechnieken uitproberen, die anders nooit tot bloei waren gekomen.

## Suite
De film voor Mosfilm is een goed bewaard geheim gebleven; er is weinig over bekend. De muziek is onlangs teruggevonden en bewerkt zodat er een suite van gemaakt kon worden. Schnittke wilde dat zijn hele leven al, maar kwam er door andere werkzaamheden nooit aan toe. De filmmuziek voor deze film is voor Schnittke’s doen zeer traditioneel. Een vergelijking dringt zich op met de variétémuziek die Dmitri Sjostakovitsj schreef (Suite voor Variété orkest), waarvan de twee wals enorm populair is geworden. Toch hoor je tussen de noten door het typische polystilisme (wisselen van stijlen binnen één compositie) van Schnittke door. Vooral deel (2) is opvallend; het thema lijkt naar een oplossing onderweg, zonder er ooit te geraken. De suite heeft geen echt slot, waarschijnlijk is er bij de aftiteling andere muziek gebruikt.

### Delen
1. Thema – titelmuziek
2. Agitato I
3. Agitato II
4. Wals (afscheid)
5. Thema en mars
6. Epiloog en finale.

### Samenstelling orkest
- 2 dwarsfluiten, 2 hobo’s, 2 klarinetten, 2 fagotten, 4 hoorns, 2 trompetten, 4 trombones, 1 tuba, percussie, 3 elektrische gitaren, harp, piano, celesta, cembalo, elektronisch orgel en strijkers.

## Film
Het film vertelt het verhaal van een toneelspeler die na een lange carrière nog eenmaal het toneel op moet; een schrijver schrijft speciaal voor hem een toneelstuk met daarin delen van toneelstukken die hij heeft opgevoerd, levenservaringen en het charisma van de acteur. Als echter het puntje bij paaltje komt, wordt een andere acteur ingeschakeld voor de repetities en uitvoeringen. De film werd geregisseerd door Alexander Sarchy naar een verhaal van hemzelf en Vladimir Valuzky.

### Acteurs
Katya Grashdanskaya, Igor Kvasha, Alla Demidova, Jevgeny Jevstigneyev, Valentin Gaft.

## Bron en discografie
- Uitgave Capriccio: Radio Symfonie Orkest Berlijn, o.l.v. Frank Strobel